# Nickende Hauhechel
Die Nickende Hauhechel (Ononis reclinata) ist eine Pflanzenart aus der Gattung Hauhecheln (Ononis) innerhalb der Familie der Hülsenfrüchtler (Fabaceae).

## Beschreibung

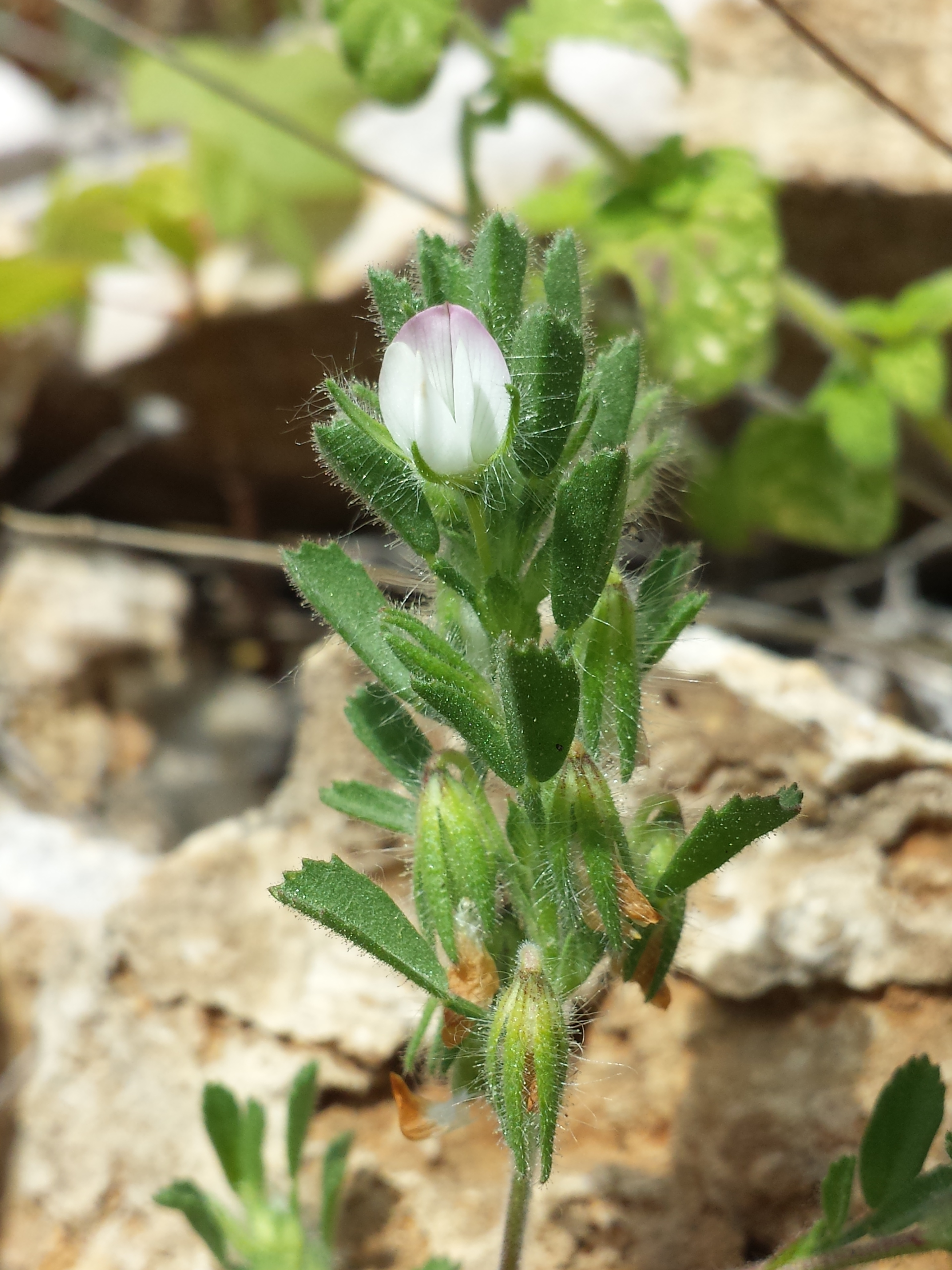
Oberer Bereich des Stängels mit Laubblättern und Blüten

### Vegetative Merkmale
Die Nickende Hauhechel ist eine einjährige krautige Pflanze, die Wuchshöhen von 2 bis 15 Zentimetern erreicht. Die oberirdischen Pflanzenteile sind weich zottig und drüsig behaart (Indument). Der Stängel ist aufrecht oder niederliegend, einfach oder verzweigt.
Die wechselständig am Stängel angeordneten Laubblätter sind in Blattstiel und -spreite gegliedert. Die Blattspreiten sind meist dreizählig gefiedert, nur die oberen sind ungeteilt. Die Teilblättchen sind bei einer Länge von bis zu 20 Millimetern sowie bei einer Breite von bis zu 12 Millimetern verkehrt-eiförmig bis -dreieckig. Sie sind nur in der vorderen, abgerundeten oder gestutzten Hälfte gezähnt. Die Nebenblätter sind eiförmig mit spitzem oberen Ende, gezähnt und kürzer als der Blattstiel.

### Generative Merkmale
Die Blütezeit reicht auf der Iberischen Halbinsel von April bis Juli. Die kleinen und nickenden Blüten stehen meist einzeln in den Blattachseln. Der Blattstiel ist 6 bis 9 Millimeter langen.
Die zwittrige Blüte ist zygomorph und fünfzählig mit doppelter Blütenhülle. Die fünf Kelchblätter sind nur an ihrer Basis verwachsen. Die fünf Kelchzipfel sind bei einer Länge von 3 bis 8 Millimetern linealisch. Der Blütenkelch ist so lang oder länger als Blütenkrone. Die weiß-rosafarbene bis -purpurrote Blütenkrone weist die typische Form einer Schmetterlingsblüte auf. Die Fahne ist 7 bis 10 Millimeter lang und stachelspitzig.
Die hellbraune, drüsig-behaarte Hülsenfrucht mit beständigem Kelch ist bei einer Länge von 9 bis 12 Millimetern zylindrisch und enthält einen einige Samen. Die braunen, rauen und warzigen Samen sind bei einer Länge von etwa 1 Millimetern nierenförmig.
Die Chromosomenzahl beträgt 2n = 30 oder 60.

## Standortbedingungen
Die Nickende Hauhechel gedeiht oft an den Küsten auf trockenen, steinigen Standorten, auf Sand oder Geröll. Auf der Iberischen Halbinsel steigt sie von Meereshöhe bis 1000 Meter auf.

## Systematik und Verbreitung
Die Nickende Hauhechel wurde als Art erst im 17. Jahrhundert von Jacques Barrelier (1606–1673), Francesco Cupani (1657–1710) und Johann Heinrich Cherler (1569–1609/1610) erkannt und gesammelt. Die Erstveröffentlichung von Ononis reclinata erfolgte 1763 durch Carl von Linné in Species Plantarum, Editio secunda, Tomus II, S. 1011.
Die Nickende Hauhechel ist von den Makaronesien über Europa, Nordafrika, bis Äthiopien, in Vorderasien bis zum Iran und auf der Arabischen Halbinsel verbreitet. In Europa besiedelt sie den Mittelmeerraum nördlich bis Südfrankreich und Norditalien.
Je nach Autor gibt es etwa zwei oder drei Unterarten:
- Ononis reclinata subsp. dentata (Lowe) M.Laínz (Syn.: Ononis dentata Lowe, Ononis reclinata var. tridentata Lowe): Sie kommt auf Kanarischen Inseln, auf Madeira, in Portugal, Spanien, auf Sardinien, Sizilien und Malta vor.[5]
- Ononis reclinata subsp. mollis (Savi) Bég.[2]
- Ononis reclinata L. subsp. reclinata[2] (Syn.: Ononis inclusa Bertol., Ononis reclinata L. var. reclinata): Es gibt Fundortangaben für die Kanarischen Inseln, Marokko, Tunesien, Algerien, die Balearen, Gibraltar, Spanien, Portugal, Frankreich, Monaco, Korsika, die Kanalinseln, das Vereinigte Königreich, Italien, Sardinien, Sizilien, Malta, Bulgarien, Albanien, Griechenland, Kreta, Karpathos, Zypern, griechische Inseln in der östlichen Ägäis, das Gebiet Israel/Palästina/Jordanien, Libanon, Ägypten, die Sinai-Halbinsel, Syrien und die Türkei.[5]